# كارل بالادينو
كارل باسكوال بالادينو (بالإنجليزية: Carl Paladino)‏ (من مواليد 24 أغسطس 1946) هو رجل أعمال أمريكي وناشط سياسي. يشغل بالادينو منصب رئيس شركة إليكوت للتنمية وهي شركة تطوير عقاري أسسها في عام 1973.
ترشح بالادينو لمنصب حاكم ولاية نيويورك في انتخابات 2010. وهزم فيها ريك لاتسيو في الانتخابات التمهيدية للحزب الجمهوري، قبل هزيمته من قبل الديمقراطي أندرو كومو بالأغلبية الساحقة (63%-33%) في الانتخابات العامة. دُعم ترشح بالادينو من قبل حركة حزب الشاي ومن قبل سكان مسقط رأسه غرب نيويورك.
اُنتخب بالادينو لمقعد جنوب بافالو في مجلس مدرسة بافالو في عام 2013، وأعيد انتخابه في عام 2016. وفي ديسمبر 2016، أدان المجلس التصريحات عنصرية التي أدلى بها بالادينو عن الرئيس باراك أوباما والسيدة الأولى ميشيل أوباما وطالبه بالاستقالة. في 17 أغسطس 2017، أزالت إدارة التعليم بولاية نيويورك بالادينو من مقعده في مجلس الإدارة بعد جلسة استماع عامة وذلك لكشفه معلومات سرية اُفشيت في جلسة تنفيذية.

## النشأة والتعليم والعمل
هاجر والدا بالادينو من إيطاليا إلى الولايات المتحدة. شارك والده في سلك الخدمة المدنية في الثلاثينات. نشأ بالادينو في حي لوفجوي في بافالو وذهب إلى مدرسة الأسقف تيمون -سانت جود الثانوية في جنوب بافالو.
تخرج بالادينو من جامعة سانت بونافنتور وحصل على درجة البكالوريوس من كلية الحقوق بجامعة سيراكيوز. ثم حصل على درجة الدكتوراة في القانون عام 1971. أمضى بعدها ثلاثة أشهر في الخدمة الفعلية في جيش الولايات المتحدة وحوالي عشر سنوات في الاحتياطي، وغادر في عام 1981 برتبة نقيب.
أسس بالادينو شركة إليكوت للتنمية عام 1973؛ تشتري الشركة العقارات، وتبني المتاجر، وتؤجرها لمنافذ البيع بالتجزئة على المستوي الوطني والوكالات الحكومية.
بالادينو جزء من الجمعية التي اشترت مضمار سباق فورت إيري في كندا في أغسطس 2014.

## حملة 2010 لمنصب محافظ نيويورك
في 5 أبريل 2010، دخل بالادينو رسميًا سباق الوصول إلى منصب حاكم نيويورك. واُختير توم أوغنيبين زعيم الأقلية السابق في مجلس مدينة نيويورك ليكون زميله في الانتخابات. بينما أدار مايكل كابوتو حملة بالادينو. قام روجر ستون بدور الداعم والمستشار للحملة، إذ أوصى بكابوتو لبالادينو. ولعب توم جوليسانو رجل الأعمال الأمريكي الخيّر الذي أدار ثلاث حملات حاكمة من موقع الطرف الثالث أيضًا دور المستشار للحملة. تنافس بالادينو كدخيل سياسي مشاكس مدعوم من حركة حزب الشاي. أشار موقع حملته على الإنترنت في الأغلب إلى سطر من فيلم الشبكة الصادر في عام 1976: «أنا غاضب بشدة ولن أتحمل هذا بعد الآن».
في أبريل 2010، نشر موقع تقدمي محلي سلسلة من رسائل البريد الإلكتروني الممتلئة بالإهانات العنصرية والصريحة جنسيًا والتي يُزعم أنها من بالادينو. اعترف بالادينو أن بعضها صدر منه بالفعل ضمن دائرة من الأصدقاء، معظمهم في صناعة البناء. صرح مدير الحملة مايكل كابوتو في البداية أنه لا يمكن التحقق من صحة بعض رسائل البريد الإلكتروني واستمر في التأكيد على أن رسائل البريد الإلكتروني «ذات أصل مشكوك فيه»؛ لم يتمكن الموقع نفسه من تحديد المصدر المجهول لرسائل البريد الإلكتروني وتمكن من التحقق منها فقط من خلال سلسلة من عناوين البريد الفرعية المضمنة مع رسائل البريد الإلكتروني. اعترف بالادينو بأن بعض رسائل البريد الإلكتروني كانت أصلية، لكنه نفى أن يكون هو صاحب أي منها، قائلاً إنه مع ذلك «مهمل إلى حد ما» فيما يتعلق بإرسالها إلى الآخرين. اعترف بالادينو أن العديد من رسائل البريد الإلكتروني هذه «لاذعة» ويمكن اعتبارها مسيئة، وتحمل المسؤولية عنها وقدم اعتذاره.
تنافس بالادينو مع ريك لاتسيو وستيف ليفي ومايرز ميرمل ليحصلوا على الترشيح عن الحزب الجمهوري. حصل بالادينو في مؤتمر الحزب الجمهوري على مستوى الولاية على 8% من الأصوات، أي أقل من نسبة الـ 25% المطلوبة للوصول التلقائي لمرحلة التصويت. ثم قدم بالادينو 28,000 توقيع في محاولة لتقديم التماس ليسمح بوصوله إلى الاقتراع الجمهوري التمهيدي. كانت التماسات بالادينو كافية لتأهيله للانتخابات التمهيدية.
خطط بالادينو في الأصل لطلب ترشيح حزب المحافظين في نيويورك لكنه انسحب لأن رئيس الحزب مايكل لونج سمح له بدقيقتين فقط من وقت الكلام ليعرض قضيته. وذهب ترشيح حزب المحافظين إلى ريك لاتسيو. مثل مؤيد بالادينو رالف لوريجو كنائب عنه في المؤتمر وانضم إلى أنصار ستيف ليفي.
أجرى بالادينو جولة بالقارب لمدة أسبوعين في نهاية مايو 2010 على طول قناة إيري لمعرفة المزيد عن بقية ولاية نيويورك. بدأ حملة إعلانية تلفزيونية وإذاعية في يوليو من ذلك العام، وشملت محطات التلفزيون المحلية وكذلك إعلانات على المستوى الوطني على قناة فوكس نيوز. كثيرًا ما دعا إلى المناظرات، في البداية مع لاتسيو (الذي رفض) ثم مع كومو. قال بالادينو إنه مستعد لإنفاق أكثر من 10 ملايين دولار من ثروته على الحملة.
أسس بالادينو «حزب دافعي الضرائب»، الذي قدم أيضًا ديفيد مالباس وغاري بيرنتسين كمرشحين لمجلس الشيوخ الأمريكي؛ ولكن انسحب كلاهما من سباق الترشح مما أدى إلى ترشيح جوزيف جيه ديوجواردي كبديل لمالباس وروس طومسون لمنصب المراقب المالي. قدمت حملة بالادينو ثلاثين ألف توقيع لحزب دافعي الضرائب في 10 أغسطس 2010. أشار بعض المرشحين المحتملين الآخرين لمكتب الولاية إلى اهتمامهم بالأمر، وقدم العديد من المرشحين للهيئات التشريعية في الولاية عرائض تحت شعار «دافعي الضرائب» ليكونوا على قائمة تصويتهم.
هزم بالادينو لاتسيو في الانتخابات التمهيدية للحزب الجمهوري في 14 سبتمبر 2010 بدعم كبير في مسقط رأسه غرب نيويورك. ومع ذلك، خسر أوغنيبيني الذي أختاره بالادينو في الانتخابات التمهيدية للحاكم لصالح مرشح لاتسيو جريج إدواردز. تنافس ثنائي بالادينو-ادواردز في نوفمبر ضد مرشح الحزب الديمقراطي أندرو كومو ونائبته روبرت دافي، بالإضافة إلى العديد من مرشحي الأحزاب الصغيرة.
فاز لاتسيو على لوريجو في الانتخابات التمهيدية للحزب المحافظ بفارق 60-40 ليتنازل بعدها بأسبوعين فقط. وأشار في وقت لاحق أنه سيؤيد بالادينو ويشجع حلفائه على ترشيحه كبديل للاتسيو. رُشح لاتسيو من قبل حزب برونكس الجمهوري لمنصب قاضي المحكمة العليا في الولاية، وهو ما سمح بإزالته بشكل قانوني من فريق الحزب المحافظ في الانتخابات.
سأل بالادينو في بيان إلى بوليتيكو في 29 سبتمبر 2010 عن سبب اهتمام وسائل الإعلام بأي من شؤونه خارج نطاق الزواج، وعدم طرح أسئلة مماثلة على أندرو كومو. قال بالادينو لاحقًا إنه لا يعرف أي أمور فعلية عن كومو وأن ذلك التضمين كان غير مقصود.
في أكتوبر 2010، اُنتقد بالادينو بسبب تصريحات معادية للمثليين أدلى بها للحاخامات الأرثوذكس في بورو بارك في بروكلين. اُكتشف لاحقًا أن الخطاب أعده الحاخام يهودا ليفين. اعتذر بالادينو عن تصريحاته قائلاً «إن تصويري على أنني معادٍ للمثليين لا يتماشى مع معتقداتي وأفعالي منذ البداية وتاريخي السابق كأب وصاحب عمل وصديق للكثيرين في مجتمع المثليين والمثليات». قال بالادينو في اليوم التالي إنه يقصد ما قاله، لكنه يأسف لعدم صياغته بشكل مختلف. وردًا على هذا الاعتذار، ألغى الحاخام ليفين تأييده لبلادينو.
وقال بالادينو فيما يتعلق بهذا الخلاف: «هذه المرة الأولى التي ترشحت فيها لمنصب عام، وأنا أعترف أنني تركت الأمور تخرج عن نطاق السيطرة. إنها مسؤوليتي وليست مسئولية أي أحد غيري. لقد تعلمت أيضًا أي وحوش يمكن أن تُظهرها الوسائل الصحافة».

### النتائج

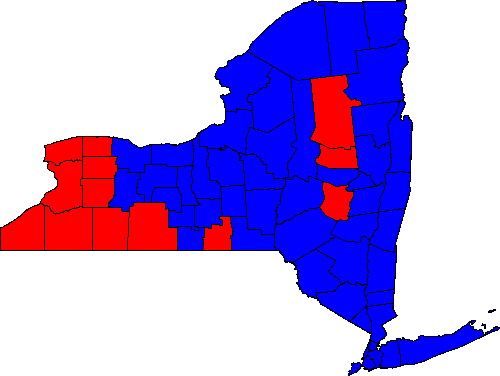
النتائج حسب المقاطعة في انتخابات 2010 وتظهر المقاطعات باللون الأحمر التي فاز بها بالادينو.

هُزم بالادينو من قبل كومو في الانتخابات العامة بنسبة 63% -33%. إذ فاز بالادينو بجميع المقاطعات الثماني المتضمنة في الإطار الإعلامي لبافالو، ولكن فاز بعدد قليل من المقاطعات خارج تلك المنطقة، وكلها كانت مقاطعات ريفية خارج الولاية. ساعد بالادينو حزب المحافظين في الحصول على المركز الثالث في القوائم للمرة الأولى منذ خسارتهم الفريق في عام 1998. فشل فريق دافعي الضرائب في الحصول على خمسين ألف صوت، ويرجع ذلك جزئيًا إلى ضعف موقع القائمة (كان الفريق الأخير في القائمة وكان في معظم القوائم في العمود الثاني).
تسبب أداء بالادينو القوي في الغرب إلى دفع مقاطعة إيري إلى المركز الأول في مجمل أصوات الحزب الجمهوري في نيويورك؛ وكانت نسبة تصويتاتها بعد الانتخابات 11.53% في تصويتات حزب الولاية، مقارنة بنتيجة 6.98% السابقة. قال بالادينو بعد الانتخابات إن هذه هي المرة الأخيرة التي سيخوض فيها الانتخابات لمنصب الحاكم.